# Anon (película)
Anon es una película británica de ciencia ficción y suspense de 2018 dirigida y escrita por Andrew Niccol, y financiada por Sky Cinema Original Films. Esta protagonizada por Clive Owen y Amanda Seyfried. 
La película fue estrenada internacionalmente como "Netflix Original" en el servicio de streaming, el 4 de mayo de 2018, mientras que en Reino Unido e Irlanda, la película fue estrenada en cines y a través de on-demand por Sky Cinema el 11 de mayo de 2018.

## Argumento
En un futuro cercano, la humanidad vive en una sociedad distópica tecnológicamente avanzada. El gobierno requiere que todos reciban un implante ocular que registre todo lo que ven. El implante proporciona al usuario una pantalla de visualización frontal de realidad aumentada con información sobre cualquier persona y cualquier cosa que pueda ver, además de registrar la vista del usuario. Las investigaciones de delitos equivalen a detectives que revisan videos y evalúan si un presunto perpetrador es inocente o culpable.
Un día, Sal Friedland (Clive Owen), un detective de la policía metropolitana, se cruza con una mujer joven (Amanda Seyfried) que parece desencadenar una falla en su implante ocular, ya que no se recuperan datos sobre ella. Cuando revisa su propio registro de ese día, descubre que todos y cada uno de los fotogramas de ella han sido borrados misteriosamente. En el trabajo, a Sal le entregan varios casos de homicidio en los que los propios registros visuales de las víctimas de sus muertes se reemplazan con el punto de vista del asesino, ocultando así la identidad del asesino. En otra escena del crimen, Sal persigue al aparente asesino solo para casi morir cuando piratean su implante y cambian lo que ve en tiempo real.
Se descubre que todas las víctimas contrataron a alguien con experiencia para borrar partes de sus registros visuales que eran humillantes o incriminatorias. Los detectives determinan que la mujer desconocida que Sal encontró anteriormente tiene la capacidad de manipular el sistema de esta manera, convirtiéndola en su principal sospechosa. Sal se infiltra, creando una historia falsa como un corredor de bolsa que se involucra en una breve aventura con una prostituta. Usando esto como pretexto para sus servicios, se pone en contacto con la mujer, que usa el nombre de usuario "Anon", y le pide que elimine su encuentro con la prostituta. Con su equipo en espera en el departamento adyacente, el plan inicial para detener a Anon falla cuando ella cubre sus huellas con éxito.
Sal y Anon desarrollan una relación personal que culmina en hacer el amor apasionadamente. Durante un segundo intento de picadura, descubre la verdadera identidad de Sal y huye, aparentemente matando a uno de los colegas de Sal en el proceso. Anon comienza a acosar a Sal por su traición, atormentándolo con sus peores recuerdos, borrando los recuerdos de su hijo muerto y provocando más alucinaciones. Sus superiores lo confrontan después de que su vecino aparece muerto con una bala del arma de Sal en él; rechazan su explicación y lo ordenan fuera del caso.
A pesar de estar bajo arresto domiciliario, Sal rastrea a Anon hasta su apartamento y le dice que está siendo investigada por múltiples asesinatos. Ella revela que ya sabe esto y que está siendo incriminada por otro hacker con un conjunto de habilidades similar. Anon le muestra a Sal su registro de video de la segunda operación encubierta, en la que mataron a su colega, lo que parece probar que ella es inocente. Después de mostrarle a Sal sus registros, vuelve a huir.
Creyendo que Sal se ha involucrado demasiado personalmente, sus superiores lo suspenden del servicio activo. El verdadero asesino intenta asesinarlo en su apartamento y se revela como Cyrus (Mark O'Brien), uno de los expertos técnicos del departamento de policía. Cyrus ha estado obsesionado con Anon durante años; mató a cualquiera que hubiera tenido sexo con ella por celos y borró todo rastro de ella, incluso los recuerdos de las personas. Durante un altercado físico entre Cyrus y Anon, Sal saca su arma pero se da cuenta de que Cyrus está viendo lo que ve en tiempo real. Para vencer esta ventaja, Sal dispara a ciegas hacia Cyrus y lo mata con éxito.
Anon se va y luego le revela a Sal que puede eludir la vasta red de vigilancia al difundir sus registros en fragmentos de microsegundos entre todos los demás en la red, lo que la hace imposible de rastrear. Cuando Sal le pregunta por qué está tan desesperada por ocultar su identidad, ella le dice que su búsqueda del anonimato no es porque tenga algo que ocultar, sino simplemente porque no quiere compartir su identidad con el mundo.

## Reparto
- Clive Owen como Sal Frieland.
- Amanda Seyfried como "La Chica" / "Anon".
- Colm Feore como Detective Charles Gattis.
- Sonya Walger como Kristen.
- Mark O'Brien como Cyrus Frear.
- Joe Pingue como Lester Hagen.
- Iddo Goldberg como Joseph Kenik.
- Sebastian Pigott como Detective Vardy.
- Rachel Roberts como Alysa Egorian.
- Toyin Ishola como Chloe Benitez.

## Producción
El 28 de enero de 2016, Clive Owen , fue contratado en la película para interpretar el papel de un detective en un mundo sin privacidad. El 8 de marzo de 2016, Amanda Seyfried fue seleccionada para protagonizar la película, interpretando a una mujer sin huellas digitales, que es invisible a la policía.
La fotografía principal de la película comenzó a principios de septiembre de 2016 en Nueva York, mientras que otras escenas fueron rodadas en Toronto, con muchas tomas filmadas en la Universidad de Toronto Scarborough.